# Сынжерейский район
Сынжере́йский райо́н (рум. Raionul Sîngerei, Район Сынжерей (Сынджерей)) — административно-территориальная единица Республики Молдова.

## История
Как и большинство районов Молдавской ССР, образован 11 ноября 1940 года с центром в селе Сынжерей (также Сынджерей). До 16 октября 1949 года находился в составе Бельцкого уезда, после упразднения уездного деления перешёл в непосредственное республиканское подчинение.
С 31 января 1952 года по 15 июня 1953 года район входил в состав Бельцкого округа, после упразднения окружного деления вновь перешёл в непосредственное республиканское подчинение.
9 января 1956 года в состав Сынжерейского района передана большая часть территории упраздняемого Кишкаренского района. 31 октября 1957 года район получил название Лазо́вский.
25 декабря 1962 года в состав Лазовского района передана значительная часть территории упраздняемого Бельцкого района.
В 1991 году, вслед за переименованием административного центра, району возвращено название Сынжерейский (Сынджерейский).
С 1999 года по 2002 год, в рамках проводимой административной реформы, район являлся частью Бельцкого уезда. После упразднения уездного деления, район вновь стал самостоятельной административной единицей.

## География
Сынжерейский (Сынджерейский) район расположен в северной части Молдовы возле муниципия Бельцы.

## Население
| Населённые пункты | 2003 год | 2004 год | 2005 год | 2006 год | 2014 год |
| ----------------- | -------- | -------- | -------- | -------- | -------- |
| Сынжерей          | 15 350   | 15 300   | 13 300   |          | 12 465   |
| Бируинца          | 4750     | 4700     | 3100     |          | 2625     |
| сёла              | 76 200   | 76 200   | 70 700   | 71 300   | 64 724   |
| Всего:            | 96 300   | 96 200   | 87 100   | 87 000   | 79 814   |

## Достопримечательности
- Куболтский парк площадью 7 га возле села Куболта.

## Известные уроженцы
- Гроссу, Сержиу[рум.] (1920—2009) — румынский писатель и теолог.
- Дука, Георгий Григорьевич (род. 1952) — президент Академии наук Республики Молдова с 5 февраля 2004 по 28 ноября 2018 года.
- Кондурарь, Владимир Трифонович (1911—1990) — советский астроном, доктор физико-математических наук.
- Пэунеску, Адриан (1943—2010) — румынский поэт, публицист и политический деятель.
- Тигипко, Сергей Леонидович (род. 1960) — украинский политик.
- Хадыркэ, Ион Дмитриевич (род. 1949) — молдавский писатель и политический деятель.
- Халиппа, Пантелеймон Николаевич (1883—1979) — молдавский и румынский политический деятель.
- Халиппа, Иван Николаевич (1871—1941) — молдавский историк.